# Liste der Baudenkmäler in Windach
Auf dieser Seite sind die Baudenkmäler in der oberbayerischen Gemeinde Windach zusammengestellt. Diese Tabelle ist eine Teilliste der Liste der Baudenkmäler in Bayern. Grundlage ist die Bayerische Denkmalliste, die auf Basis des Bayerischen Denkmalschutzgesetzes vom 1. Oktober 1973 erstmals erstellt wurde und seither durch das Bayerische Landesamt für Denkmalpflege geführt wird. Die folgenden Angaben ersetzen nicht die rechtsverbindliche Auskunft der Denkmalschutzbehörde.
 Die Liste gibt den Fortschreibungsstand vom 13. September 2017 wieder und umfasst 23 Baudenkmäler.

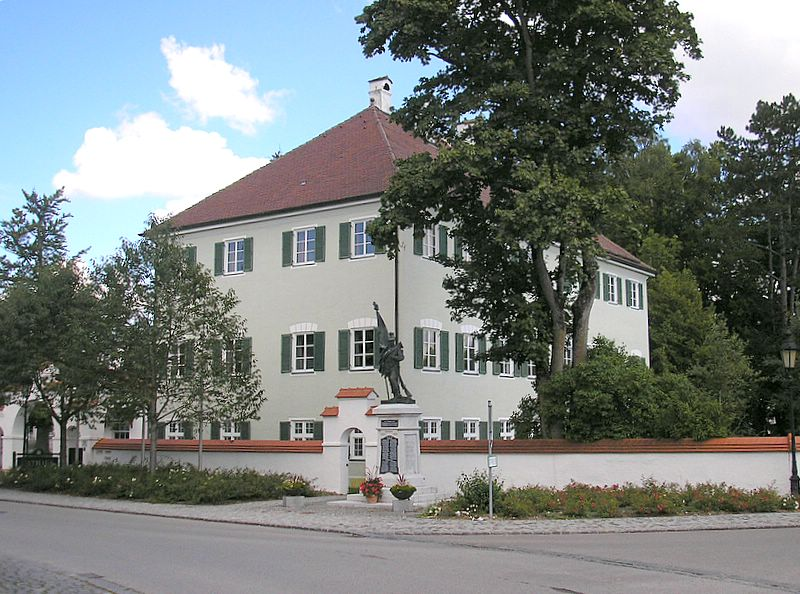
Schloss Windach

## Baudenkmäler nach Ortsteilen

### Windach
| Lage                                                             | Objekt                                              | Beschreibung | Akten-Nr.     | Bild                       |
| ---------------------------------------------------------------- | --------------------------------------------------- | --- | ------------- | -------------------------- |
| Böromooswiesen (Standort)                                        | Grenzstein                                          | Tuffpfeiler bezeichnet mit „SL JZ 1722“; zweitausend Meter südlich im Finninger Wald auf der Gemarkungsgrenze. | D-1-81-146-22 | BW                         |
| Burgleitenstraße 6 (Standort)                                    | Bauernhaus                                          | Satteldachbau mit verschaltem Giebel, erste Hälfte 19. Jahrhundert. | D-1-81-146-3  | weitere Bilder             |
| Hechenwanger Straße 32 (Standort)                                | Ehemaliges Bauernhaus                               | Mitterstallbau mit Satteldach, Haustür mit historistischem Schnitzdekor, im Kern Ende 18./Anfang 19. Jahrhundert, Tür bezeichnet mit 1895. | D-1-81-146-25 | weitere Bilder             |
| Landsberger Straße 7 (Standort)                                  | Mariensäule                                         | Metallskulptur auf Granitsäule, um 1900; an der Abzweigung zum Kellerberg. | D-1-81-146-14 | weitere Bilder             |
| Lindenstraße 3 (Standort)                                        | Katholische Filialkirche St. Vitus                  | Kleiner Saalbau mit eingezogenem Polygonalchor und Chorflankenturm, einheitlich erbaut 1631; mit Ausstattung; Friedhofsmauer auf der Westseite, Einfriedung mit Deckziegeln, 18. Jahrhundert. | D-1-81-146-2  | weitere Bilder             |
| Lindenstraße 5 (Standort)                                        | Ehemaliges Gasthaus                                 | Walmdachbau mit Gesimsgliederung, vor 1850. | D-1-81-146-4  | Ehemaliges Gasthaus        |
| Maria am Wege 1; Maria am Wege 2; Schulstraße 11 (Standort)      | Katholische Pfarr- und Autobahnkirche Maria am Wege | Zeltkonstruktion aus Holzträgern über Beton und Sichtziegelmauerwerk auf unregelmäßigem Polygonalgrundriss, mit offenem Glockenständer; mit Ausstattung; Pfarrzentrum und Schule, Pultdachgebäude, dem teilweise abfallenden Gelände eingefügt; von Josef Wiedemann und Rudolf Ehrmann, 1969–1971.                                                       | D-1-81-146-29 | weitere Bilder             |
| Mühlbachstraße 2; Oberer Mühlbach (Standort)                     | Ehemalige Mühle                                     | Zweigeschossiger Steilsatteldachbau mit geschnitzter Haustür, im Kern erste Hälfte 18. Jahrhundert, Tür bezeichnet mit 1841; mit technischer Ausstattung; Mühlkanal, Betonbau, 1954. | D-1-81-146-5  | weitere Bilder             |
| Pfarrgasse 2 (Standort)                                          | Ehemaliges Pfarrhaus                                | Satteldachbau mit Zahnschnittfries entlang von Traufe und Ortgang, 1863. | D-1-81-146-8  | weitere Bilder             |
| Raiffeisenweg 4 (Standort)                                       | Schulhaus                                           | Zweigeschossiger Zeltdachbau in schlichtem Jugendstil, 1905–10. | D-1-81-146-27 | weitere Bilder             |
| Sandweg 7 (Standort)                                             | Ehemaliges Kleinbauernhaus                          | Schleppsatteldachbau mit verschaltem Giebel, im Kern 18. Jahrhundert, modernisiert. | D-1-81-146-9  | Ehemaliges Kleinbauernhaus |
| Sandweg 13 (Standort)                                            | Ehemaliges Mitterstallhaus                          | Schleppsatteldachbau mit der Firstständerkonstruktion eines einstigen Strohdaches über dem Wohnteil, im Kern 18./19. Jahrhundert, teilweise modernisiert. | D-1-81-146-28 | weitere Bilder             |
| St. Veith 2 (Standort)                                           | Ehemaliges Bauernhaus                               | Satteldachbau mit verschaltem Giebel, im Kern noch 17. Jahrhundert und Mitte 19. Jahrhundert, modernisiert. | D-1-81-146-10 | weitere Bilder             |
| Von-Pfetten-Füll-Platz 1; Nähe Von-Pfetten-Füll-Platz (Standort) | Ehemaliges Schloss, jetzt Rathaus                   | dreigeschossiger Walmdachbau, von Wolfgang Rehlinger, 1568, aufgestockt Mitte 19. Jahrhundert; mit Ausstattung; Rundturm, verputzter zweigeschossiger Bau an der Südostecke der ehemals Schlossmauer, 19./20. Jahrhundert; ehemaliger Grenzstein, spitz schließende Tuffstele, bezeichnet mit „FF“ (Franz Füll) 1700 und „CW“ (Kloster Wessobrunn) 1700. | D-1-81-146-11 | weitere Bilder             |
| Von-Pfetten-Füll-Platz 1 (Standort)                              | Kriegerdenkmal                                      | Granitsockel mit Soldatenfigur aus Metall, um 1920, mit älterer Skulptur. | D-1-81-146-15 | weitere Bilder             |
| Von-Pfetten-Füll-Platz 3 (Standort)                              | Katholische Nebenkirche St. Petrus und Paulus       | Saalbau mit eingezogenem Polygonalchor und Chorflankenturm, am Langhaus Strebepfeiler und zwei Fensterzonen, im Kern Anfang 16. Jahrhundert, von Johann Schmuzer barockisiert 1699; mit Ausstattung. | D-1-81-146-1  | weitere Bilder             |
| Von-Pfetten-Füll-Platz 6 (Standort)                              | Gasthaus                                            | Zweigeschossiger Steilsatteldachbau, Haustür mit geschnitztem Dekor, im Kern 17./18. Jahrhundert, Tür bezeichnet mit 1850. | D-1-81-146-13 | weitere Bilder             |

### Hechenwang
| Lage                     | Objekt                              | Beschreibung | Akten-Nr.     | Bild           |
| ------------------------ | ----------------------------------- | --- | ------------- | -------------- |
| Kapellenweg 2 (Standort) | Katholische Filialkirche St. Martin | Saalbau mit eingezogenem, halbrundem Chor und Chorflankenturm mit Doppelzwiebelhaube, von Joseph Schmuzer, 1704–19; mit Ausstattung. | D-1-81-146-16 | weitere Bilder |

### Schöffelding
| Lage                                      | Objekt                            | Beschreibung                                                                                               | Akten-Nr.     | Bild                 |
| ----------------------------------------- | --------------------------------- | --- | ------------- | -------------------- |
| Hauptstraße 27; Hauptstraße 29 (Standort) | Ehemalige Wagnerwerkstatt         | eingeschossiger Satteldachbau, zweiter Viertel 19. Jahrhundert.                                            | D-1-81-146-19 | weitere Bilder       |
| Peter-Endres-Straße 1 (Standort)          | Ehemaliges Schulhaus              | Walmdachbau mit Eckerker und Zwerchgiebel, 1908/09.                                                        | D-1-81-146-20 | Ehemaliges Schulhaus |
| Peter-Endres-Straße 8 (Standort)          | Katholische Pfarrkirche St. Urban | Saalbau mit Polygonalchor und Chorflankenturm, Chor um 1480, Turm 1556, Langhaus 1827/29; mit Ausstattung. | D-1-81-146-17 | weitere Bilder       |
| Schwabhauser Straße 16 (Standort)         | Ehemaliges Kleinbauernhaus        | Wohnteil mit Stüberlvorbau, im Kern 18. Jahrhundert.                                                       | D-1-81-146-21 | weitere Bilder       |

### Steinebach
| Lage                   | Objekt                             | Beschreibung                                                              | Akten-Nr.     | Bild           |
| ---------------------- | ---------------------------------- | ------------------------------------------------------------------------- | ------------- | -------------- |
| Römerfurt 2 (Standort) | Katholische Kapelle St. Franziskus | Satteldachbau mit halbrunder Apsis und Dachreiter, 1619; mit Ausstattung. | D-1-81-146-23 | weitere Bilder |

## Ehemalige Baudenkmäler
| Lage                                   | Objekt                               | Beschreibung | Akten-Nr.   | Bild |
| -------------------------------------- | ------------------------------------ | --- | ----------- | ---- |
| Windach Münchner Straße 1 (Standort)   | Ehemaliges Gärtnerhaus des Schlosses | Im Kern zweite Hälfte 18. Jahrhundert (Flurnummer 40 Gemarkung Unterwindach).                                                          | D-1-81-146- | BW   |
| Windach Münchner Straße 20 (Standort)  | Geschnitzte Haustür                  | Mit Futter, bezeichnet mit 1840, von Münchner Straße 6 abgewandert nach Münchner Straße 20 (Flurnummer 36, 43 Gemarkung Unterwindach). | D-1-81-146- | BW   |
| Windach Münchner Straße 26 (Standort)  | Ehemaliges Kleinbauernhaus           | Mitterstallbau mit geschnitzter Holztür, bezeichnet mit 1840 (Flurnummer 16 Gemarkung Unterwindach).                                   | D-1-81-146- | BW   |
| Schöffelding Hauptstraße 18 (Standort) | Pfarrhaus                            | Stattlicher Walmdachbau von 1717 (Flurnummer 46 Gemarkung Schöffelding).                                                               | D-1-81-146- | BW   |
| Steinebach Haus Nr. 2 (Standort)       | Geschnitzte Haustür                  | 1847 (Flurnummer 471 Gemarkung Hechenwang).                                                                                            | D-1-81-146- | BW   |